# Крај династије Обреновић
Крај династије Обреновић је телевизијска серија у облику драмске хронике снимљена 1995. године у продукцији РТС-а. Сценарио је написао књижевник Радомир Путник, а режирао ју је Сава Мрмак. Серија дочарава политичка дешавања у животу Србије од 1899. године до мајског преврата, 29. маја 1903. када су краљ Александар Обреновић и краљица Драга Обреновић убијени, а на престо доведен краљ Петар I Карађорђевић. Серија има 11 епизода, од којих су за првих 9 коришћени поуздани историјски извори, а за последње две, у којима је описан сам преврат, сценарио је, оправдано, делимично произвољан.

## Историјска подлога
Сценарио за серију садржи елементе неколико мемоарских и историографских извора:
- Антоније К. Антић Белешке,
- Ђорђе Генчић Дворски преврат,
- Божа К. Маршићанин Тајна двора Обреновића,
- Живан Живановић Политичка историја Србије,
- Ана Милићевић Моја сестра краљица Драга.